# Lista de praias de Araruama
Aqui são listadas as praias de Araruama, situadas na Região dos Lagos, no Rio de Janeiro. São cerca de 25 praias, 21 das quais são lacustres, no entorno da Lagoa de Araruama, que é, de fato, uma laguna e quatro são oceânicas, às margens do Oceano Atlântico. Das 21 praias lacustres, 15 estão localizadas na margem norte da laguna, ao longo da Rodovia Amaral Peixoto (RJ-106). As seis praias lacustres restantes estão na margem sul da laguna, no distrito de Praia Seca, onde também se localizam as quatro praias oceânicas. Todas são acessíveis pela Estrada de Praia Seca (RJ-102). As praias oceânicas de Araruama estão localizadas no litoral da Restinga de Massambaba, após as praias de Saquarema e antes das praias de Arraial do Cabo, no sentido oeste-leste. O Instituto Estadual do Ambiente (Inea) monitora 12 praias lacustres no município de Araruama (11 delas na margem norte e uma na margem sul) e publica regularmente boletins de balneabilidade de praias que indica se as praias estão próprias ou impróprias para o banho. O Inea não monitora as praias oceânicas de Araruama.
De acordo com Bidegain e Bizerril (2002), a Lagoa de Araruama é a maior massa de água hipersalina em estado permanente do mundo. Suas águas salgadas são cercadas por seis municípios (Saquarema, Araruama, Iguaba Grande, São Pedro da Aldeia, Arraial do Cabo e Cabo Frio), onde podem ser encontradas 57 praias, 10 ilhas e 28 pontas.

## Características físicas e ambientais
As praias de Araruama têm características comuns típicas de uma região de restinga. Na maioria das praias lacustres, as faixas de areia são relativamente pequenas e complementadas por vegetação rasteira própria de terrenos arenosos. Algumas têm pedaços minúsculos de concha, material que no passado era abundante na areia e no fundo da laguna e que servia de matéria prima para a produção de calcário, cal, soda caustica e barrilha. É comum a presença de árvores como a casuarina e vários tipos de palmeira. As praias oceânicas têm amplas faixas de areia com vegetação rasteira e águas cristalinas, mas muitas vezes revoltas. Algumas praias são de fácil acesso e outras só são acessíveis de carro ou por meio de uma trilha. A Praia do Perauaçu (lacustre) e a Praia do Raposo (oceânica) são acessíveis por trilhas que são atrações turísticas à parte. O distrito de Praia Seca, onde estão as praias lacustres da margem sul da Laguna Araruama e as praias oceânicas da cidade, é parte da Restinga de Massambaba, que, em 1986, foi transformada na Área de Proteção Ambiental (APA) de Massambaba, que se estende do município de Saquarema até o municipio de Arraial do Cabo. A maior parte desse distrito também é parte do Parque Estadual da Costa do Sol (PECS), um dos maiores parques descontínuos do Brasil, criado em 2011 com o objetivo de assegurar a preservação dos remanescentes de Mata Atlântica e dos ecossistemas comuns na região (além de restingas, os manguezais, lagoas, pântanos, ou brejos, e lagunas, entre outros). Apesar do monitoramento do Inea e de melhoras recentes, as praias lacustres da cidade enfrentam problemas de poluição causados pela lançamento de esgoto e lixo, a ocupação indevida das margens e a realização de dragagens desordenadas.

## Problemas na designação das praias
A maioria das praias de Araruama combina denominações antigas e atuais. Não há informação de que alguma praia da cidade tenha recebido uma designação oficial. De acordo com Bidegain e Bizerril (2002), é possível que a Lagoa de Araruama tenha praias que ainda não tenham sido propriamente identificadas. Há também várias praias localizadas em condomínios. Há uma praia lacustre denominada Praia Seca que não está localizada no distrito de Praia Seca. Pelos vários municipios por onde a Restinga de Massambaba se estende, há várias "Praias de Massambaba", mas não há nenhuma praia em Araruama com esse nome. Duas praias da cidade se estendem por mais de um município: tanto a Praia do Pneu (lacustre) como a Praia da Pernambuca (oceânica) pertencem à Araruama e à Arraial do Cabo. A lista a seguir compilou todos os nomes encontrados.

## Praias lacustres na margem norte
Praia Seca: localizada na parte mais ao norte da Enseada da Ponta dos Leites. Sua balneabilidade é monitorada pelo Inea. Não confundir com o distrito de Praia Seca.
Praia do Areal (ou Praia do Enjeitado): localizada a 2 km do centro de Araruama, na Enseada da Ponte dos Leites. É conhecida como Lagoa Azul e tem 3 km de extensão, com muitas casuarinas em sua extensão. Com águas calmas, é frequentada por famílias. Monitorada pelo Inea.
Praia da Pontinha do Outeiro: localizada no fim da Enseada da Ponta dos Leites, em uma das pontas típicas da Laguna Araruama. Suas águas são calmas e transparentes. Não é monitorada pelo Inea.
Praia do Abel: é uma pequena faixa de areia localizada em frente ao hotel Casa Abel. Não é monitorada pelo Inea.
Praia do Hospício (ou Praia da Guanabara): localizada na Av. Prefeito Afrânio Valladares, contígua à Praia do Abel. Tem casuarinas ao longo de sua extensão de 1,5km. Há uma colônia de pescadores no local e a pequena Capela de São Pedro da Praia do Hospício. Monitorada pelo Inea.
Praia de Araruama (ou Praia do Centro): como o nome diz, é localizada no centro da cidade. Estende-se desde a boca do Rio Mataruna até a Praça de Eventos da Pontinha. Tem formato de enseada com cerca de 1 km de extensão, areia clara e solta e águas mornas. Possui quiosques, ciclovia, bancos, árvores, quadras esportivas e pedalinhos. Ao longo do calçadão, pode-se ver a Rodoviária de Araruama e a Praça Antônio Raposo. Monitorada pelo Inea.
Praia da Pontinha:tem 800m de extensão e trechos com lama medicinal. Os praticantes de windsurfe, kitesurfe e remo em canoa havaiana são uma atração à parte para os apreciadores de esportes náuticos. Tem um calçadão para caminhadas, quiosques e alguns dos melhores restaurantes e bares da cidade. Monitorada pelo Inea.
Praia dos Amores (ou Praia da Cigarra): localizada a 2 km do centro, tem 600m de extensão e está localizada atrás do Clube Náutico. Tem quiosques e estacionamento. Popular entre os jovens. Monitorada pelo Inea.
Praia do Coqueiral: a 3.5 km do centro. Tem 1.5 km de extensão, águas mornas e coqueiros em sua orla. Pequena faixa de areia grossa com quiosques e restaurantes. Monitorada pelo Inea.
Praia do Barbudo (ou Praia do Parati ou Praia do Ouvidor): com apenas 250 metros de extensão, é um complexo multi-esportivo com quadras públicas de futebol e tênis, piscina coberta e academia esportiva, quiosque e estacionamento. Monitorada pelo Inea.
Praia do Gavião (ou Praia do Novo Horizonte ou Praia do Giz): tem 800m de extensão, bares e quiosques. Possui ancoradouros, campo de futebol de areia e redes de voleibol. Está a 6 km do centro e a cerca de 1 km da Rodovia Amaral Peixoto (RJ-106). Próximo à Ponta do Antunes, onde há uma salina desativada. Monitorada pelo Inea.
Praia das Bananeiras: a cerca de 2km da Rodovia Amaral Peixoto, com quiosques e ventos constantes. Possui um pequeno caís para pequenas embarcações. Monitorada pelo Inea.
Praia do Lake View (ou Praia de Geisópolis): com águas claras e mornas, propícias ao banho, cercada por residências de veraneio. Possui uma estreita faixa de areia e por seu intermédio se tem acesso à Praia das Espumas. Não é monitorada pelo Inea. Há uma escola de kitisurfe no local.
Praia das Espumas: tem seu nome por conta do alto teor de salinidade da água que, com o quebrar das ondas, provoca espumas. Não é monitorada pelo Inea.
Praia de Iguabinha (ou Praia do Peró): Iguabinha é um dos cinco distritos de Araruama. A praia possui uma extensão de 2,5 km, com águas mornas e claras, quiosques, equipamentos esportivos e parque infantil. Monitorada pelo Inea.

## Praias lacustres na margem sul
Praia do Perauaçu (ou Praia do Perau-Açu ou Praia do Peruaçu): próxima à ponte em ruínas do mesmo nome, dentro de uma salineira desativada. É acessível por uma trilha de 3,5 km de extensão. Não é monitorada pelo Inea.
Praia das Garças (ou Praia do Villagio D'Italia): localizada dentro de um condomínio, acessível aos banhistas. Não é monitorada pelo Inea.
Praia do Tomé (ou Praia do Ingá): mais de 2km de extensão e uma das mais frequentadas da cidade. Águas rasas e calmas, areias brancas com búzios e quiosques. Excelente para esportes náuticos. Não é monitorada pelo Inea.
Praia dos Nobres: uma das principais praias da margem sul da laguna. Águas calmas e mornas. É possível velejar ou andar de lancha. Monitorada pelo Inea.
Praia das Virtudes: um dos pontos de encontro para quem deseja aprender esportes náuticos como windsurfe e kitesurf. É possível alugar equipamentos esportivos. Atrás do Clube Náutico Salinas. Não é monitorada pelo Inea.
Praia do Pneu (ou Praia da Tiririca): longa praia com areias brancas e vento constante, com um trecho pertencente à Araruama e outro pertencente à Arraial do Cabo.

## Praias oceânicas
Praia do Dentinho (ou Praia do Gomes): a primeira das quatro praias oceânicas de Araruama, localizada na Avenida Atlântica, a 21km do centro da cidade. Tem águas agitadas e muitas ondas, ideal para a prática do surf, banho, passeio de barco, lancha e iate. Rota migratória de baleias e golfinhos.
Praia do Raposo: pequena faixa de areia acessível por uma trilha às margens da Lagoa da Pitanguinha. Surf e pesca submarina.
Praia do Vargas (ou Praia do Pontal): dunas de areia branca ideais para passeios de bugre. Boa para a prática do surf e da pesca de linha.
Praia de Pernambuca: bastante frequentada, se estende por Araruama (a parte urbanizada) e Arraial do Cabo.